# Trulben
Trulben – miejscowość i gmina w Niemczech, w kraju związkowym Nadrenia-Palatynat, w powiecie Südwestpfalz, wchodzi w skład gminy związkowej Pirmasens-Land.

## Współpraca
Miejscowość partnerska:
- Roeselare, Belgia